# (2112) Oulianov
Pour les articles homonymes, voir 2112 (homonymie).
(2112) Oulianov, désignation internationale (2112) Ulyanov, est un astéroïde de la ceinture principale.

## Description
(2112) Oulianov est un astéroïde de la ceinture principal. Il fut découvert par Tamara Smirnova le 13 juillet 1972 à Nauchnyj. Il présente une orbite caractérisée par un demi-grand axe de 2,253 UA, une excentricité de 0,137 et une inclinaison de 3,37° par rapport à l'écliptique.
Il fut nommé en hommage à Alexandre Oulianov (1866-1887), anarchiste russe, l'un des meneurs du complot connu sous le nom de Pervomartovtsi. Il était le frère ainé de Vladimir Ilitch Oulianov, dit Lénine.

## Compléments